# My Hero Academia
My Hero Academia (jap. 僕のヒーローアカデミア, Boku no Hīrō Akademia) ist eine Mangaserie von Kōhei Horikoshi. Sie erschien von 2014 bis 2024 in Japan und erhielt mehrere Spin-off-Mangas, eine Anime-Fernsehserie und mehrere Anime-Filme. Das in mehrere Sprachen übersetzte Werk ist in die Genres Shōnen, Drama und Action einzuordnen.

## Inhalt
Die meisten Menschen auf der Welt werden mit Superkräften geboren. Jeder erhält eine andere Kraft und die Kräfte werden für Gutes wie Böses genutzt, sodass es ständig zu Kämpfen zwischen Superhelden und Superschurken kommt. Die Helden, deren Fähigkeiten „Macken“ (個性, kosei, im Anime auf Deutsch: „Spezialitäten“) genannt werden, werden in speziellen Schulen ausgebildet. Der Mittelschüler Izuku Midoriya (緑谷 出久, Midoriya Izuku) würde auch gern Superheld werden, doch gehört er zu den 20 % der Menschen ohne solche Fähigkeiten. Als er ein anderes Kind vor einem Schurken beschützt, trifft er auf den bekanntesten aller Superhelden: All Might. Dieser verleiht ihm durch die Einnahme eines seiner Haare seine Kraft, die umso stärker wird, je mehr Personen sie über Generationen hinweg weiterreichen. Diese Spezialität gibt Izuku, mit der Zeit immer größer werdende, körperliche Kraft. Jedoch kann er sie zunächst kaum kontrollieren. Nun kann er jedoch seinem Traum folgen und auf die Helden-Oberschule U.A. High School (雄英高校, Yūei Kōkō) gehen.
Hier treten dann sein Konkurrent und Rivale Katsuki Bakugo (ばく豪ごう勝かつ己, Bakugō Katsuki) sowie Ochako Uraraka (麗日お茶子, Uraraka Ochako), mit der er sich anfreundet, und der spätere Klassensprecher Tenya Iida (飯田天哉, Īda Ten’ya), der ebenfalls zu einem Freund wird, auf. Ein weiterer Konkurrent Izukus, der Sohn des berühmten Helden Endeavor, Shōto Todoroki (轟焦凍, Todoroki Shōto), besitzt die Fähigkeit Feuer und Eis zu erschaffen, wohingegen er jedoch nur seine Eis-Attacken einsetzt. Während einer Rettungssimulation tritt die von Tomura Shigaraki geführte Schurkenliga in Aktion, welche All Might beseitigen will und auch die Schüler angreift. Es gelingt den Lehrern und Schülern jedoch, die Schurkenliga in die Ecke zu drängen, woraufhin sie sich wieder zurückzieht.
Beim U.A. Sportfest, einem Nachfolger der Olympiade, treten die Schüler der U.A. in verschiedenen Wettkämpfen gegeneinander an. Im Finale verliert Izuku gegen Shōto. Zur selben Zeit jedoch wird Tenyas Bruder Tensei Iida vom Heldenmörder Stain, einem Idealisten, der der Überzeugung ist, dass für Geld arbeitende Superhelden keine echten Helden seien, angegriffen und schwer verletzt. Als Tenya davon erfährt und ihn besucht, erfährt er, dass Tenseis Beine gelähmt sind und seine Karriere als Superheld wohl beendet ist. Im Stillen schwört Tenya daraufhin Rache für seinen Bruder. Nach den Wettkämpfen absolvieren die Schüler Praktika bei verschiedenen Profihelden, die meisten von solchen, die sie für ihre Leistungen bei der Olympiade nominiert haben. Während Izuku vom ehemaligen Meister von All Might, Gran Torino, gelehrt wird, der ihn als einziger nominiert hat, absolviert Tenya sein Praktikum bei einem Profiheld in Hosu, da er dort aufgrund dessen Verhaltensmusters den Heldenmörder Stain vermutet. Dieser wurde von der Schurkenliga eingeladen, ihr beizutreten, was er jedoch aufgrund deren Haltung gegenüber der Gesellschaft und All Might strikt ablehnt. Als er bald darauf, während Tenyas Praktikum, wieder in Aktion tritt, sorgt die Schurkenliga zeitgleich in Hosu für Chaos, um auf sich aufmerksam zu machen. Daraufhin rücken die Superhelden in Hosu aus, einschließlich Tenya. Dieser wird während des Einsatzes auf Stain aufmerksam und fordert ihn wutentbrannt zum Kampf heraus. Stain jedoch ist Tenya überlegen. Bevor er ihn jedoch töten kann, greift Izuku, der zum Zeitpunkt des Geschehens in Hosu war, ein. Izuku und der später hinzustoßende Shōto kämpfen gemeinsam mit Tenya gegen Stain und können es schlussendlich mit der Unterstützung Endeavors und anderer Helden schaffen, ihn zu besiegen. Stain wird verhaftet, der Einsatz der drei jedoch verschwiegen, damit sie nicht aufgrund zahlreicher Regelverstöße in Schwierigkeiten geraten. Den Ruhm für die Verhaftung erhält Endeavor. Tenya gibt seinen Rachewunsch auf und setzt wieder sein normales Leben fort. Durch den Wirbel um Stain wird jedoch auch die Schurkenliga der Öffentlichkeit – und somit auch den Schurken – bekannt und verschiedene Schurken treten ihr bei.
Izuku ist weiter auf der U.A. High School und wird u. a. von Shota Aizawa (相澤 消太, Aizawa Shōta) unterrichtet. Aufgrund der jüngsten Geschehnisse wird die U.A. zum Internat umgebaut und die Schüler ziehen in ein entsprechendes Gebäude ein, damit die Lehrerschaft sie besser vor der Schurkenliga schützen kann. Jedoch wird während des Sommerfestes Katsuki von der Schurkenliga entführt, die ihn auf ihre Seite ziehen wollen. Durch das Eingreifen der Helden, u. a. auch durch All Might, kann er befreit werden. Doch All Mights Kräfte versiegen langsam und er möchte Izuku als seinen Nachfolger ausbilden und die anderen sollen ebenfalls in die Heldenfußstapfen treten. Um die vorläufige Heldenlizenz zu erlangen, wird ein Wettbewerb mit vielen anderen Schulen absolviert. Izuku und die anderen gelangen gemeinsam bis zur letzten Runde, in der letzten Runde scheitern jedoch Katsuki und Shōto an ihrem eigenen Ego, während die anderen die vorläufige Heldenlizenz erlangen. Einige Zeit darauf allerdings konfrontiert Katsuki Izuku mit seiner Annahme, dass Izuku seine Fähigkeit tatsächlich von All Might bekommen hat und fordert ihn zum Duell. All Might, der ihren Kampf eine Weile heimlich beobachtet und Katsuki zugehört hat, weiht Katsuki daraufhin in das Geheimnis um Izukus Fähigkeit ein. Izuku trifft einige Tage darauf auf einen der Big 3, Mirio Togata, einen der besten Schüler der U.A. High School.

## Veröffentlichung
Die Serie erschien ab dem 7. Juli 2014 (Ausgabe 32/2014) im Magazin Shūkan Shōnen Jump des Verlags Shūeisha. Am 5. August 2024 wurde die Serie abgeschlossen. Die Kapitel wurden auch in insgesamt 42 Sammelbänden veröffentlicht. Der zehnte Band verkaufte sich in den ersten vier Wochen nach Erscheinen über 450.000-mal in Japan.
Seit Juli 2016 erscheint eine deutsche Übersetzung bei Carlsen Manga mit bisher 41 Bänden (Stand August 2025). Eine französische Fassung erscheint bei Editions Ki-oon, eine englisch bei Viz Media, eine spanische bei Planeta DeAgostini und eine chinesische bei Tong Li Publishing.
| Band | Japanisch        | Japanisch              | Deutsch          | Deutsch                |
| Band | Veröffentlichung | ISBN                   | Veröffentlichung | ISBN                   |
| ---- | ---------------- | ---------------------- | ---------------- | ---------------------- |
| 01   | 4. Nov. 2014     | ISBN 978-4-08-880264-0 | 1. Aug. 2016     | ISBN 978-3-551-79462-8 |
| 02   | 5. Jan. 2015     | ISBN 978-4-08-880297-8 | 27. Sep. 2016    | ISBN 978-3-551-79463-5 |
| 03   | 3. Apr. 2015     | ISBN 978-4-08-880335-7 | 29. Nov. 2016    | ISBN 978-3-551-79464-2 |
| 04   | 4. Juni 2015     | ISBN 978-4-08-880420-0 | 31. Jan. 2017    | ISBN 978-3-551-79465-9 |
| 05   | 4. Aug. 2015     | ISBN 978-4-08-880449-1 | 28. März 2017    | ISBN 978-3-551-79466-6 |
| 06   | 4. Nov. 2015     | ISBN 978-4-08-880488-0 | 30. Mai 2017     | ISBN 978-3-551-79467-3 |
| 07   | 4. Feb. 2016     | ISBN 978-4-08-880607-5 | 1. Aug. 2017     | ISBN 978-3-551-79468-0 |
| 08   | 4. Apr. 2016     | ISBN 978-4-08-880654-9 | 3. Okt. 2017     | ISBN 978-3-551-79469-7 |
| 09   | 3. Juni 2016     | ISBN 978-4-08-880689-1 | 28. Nov. 2017    | ISBN 978-3-551-79470-3 |
| 10   | 2. Sep. 2016     | ISBN 978-4-08-880779-9 | 30. Jan. 2018    | ISBN 978-3-551-79710-0 |
| 11   | 4. Nov. 2016     | ISBN 978-4-08-880809-3 | 20. März 2018    | ISBN 978-3-551-79711-7 |
| 12   | 3. Feb. 2017     | ISBN 978-4-08-881004-1 | 30. Mai 2018     | ISBN 978-3-551-79712-4 |
| 13   | 4. Apr. 2017     | ISBN 978-4-08-881049-2 | 31. Juli 2018    | ISBN 978-3-551-79713-1 |
| 14   | 2. Juni 2017     | ISBN 978-4-08-881175-8 | 2. Okt. 2018     | ISBN 978-3-551-79714-8 |
| 15   | 4. Sep. 2017     | ISBN 978-4-08-881202-1 | 27. Nov. 2018    | ISBN 978-3-551-79715-5 |
| 16   | 2. Nov. 2017     | ISBN 978-4-08-881221-2 | 29. Jan. 2019    | ISBN 978-3-551-79716-2 |
| 17   | 2. Feb. 2018     | ISBN 978-4-08-881320-2 | 30. Apr. 2019    | ISBN 978-3-551-79717-9 |
| 18   | 4. Apr. 2018     | ISBN 978-4-08-881380-6 | 28. Mai 2019     | ISBN 978-3-551-79718-6 |
| 19   | 4. Juli 2018     | ISBN 978-4-08-881512-1 | 30. Juli 2019    | ISBN 978-3-551-79719-3 |
| 20   | 4. Sep. 2018     | ISBN 978-4-08-881566-4 | 29. Okt. 2019    | ISBN 978-3-551-79777-3 |
| 21   | 4. Dez. 2018     | ISBN 978-4-08-881624-1 | 28. Jan. 2020    | ISBN 978-3-551-79778-0 |
| 22   | 4. Feb. 2019     | ISBN 978-4-08-881723-1 | 28. Apr. 2020    | ISBN 978-3-551-79779-7 |
| 23   | 2. Mai 2019      | ISBN 978-4-08-881797-2 | 30. Juni 2020    | ISBN 978-3-551-79780-3 |
| 24   | 2. Aug. 2019     | ISBN 978-4-08-881880-1 | 1. Sep. 2020     | ISBN 978-3-551-79793-3 |
| 25   | 4. Dez. 2019     | ISBN 978-4-08-882074-3 | 1. Dez. 2020     | ISBN 978-3-551-79794-0 |
| 26   | 4. März 2020     | ISBN 978-4-08-882225-9 | 1. Feb. 2021     | ISBN 978-3-551-79795-7 |
| 27   | 3. Juli 2020     | ISBN 978-4-08-882332-4 | 4. Mai 2021      | ISBN 978-3-551-79796-4 |
| 28   | 4. Sep. 2020     | ISBN 978-4-08-882378-2 | 3. Aug. 2021     | ISBN 978-3-551-79807-7 |
| 29   | 4. Jan. 2021     | ISBN 978-4-08-882474-1 | 30. Nov. 2021    | ISBN 978-3-551-79808-4 |
| 30   | 2. Apr. 2021     | ISBN 978-4-08-882590-8 | 1. Feb. 2022     | ISBN 978-3-551-79809-1 |
| 31   | 4. Aug. 2021     | ISBN 978-4-08-882729-2 | 3. Mai 2022      | ISBN 978-3-551-79810-7 |
| 32   | 4. Okt. 2021     | ISBN 978-4-08-882788-9 | 2. Aug. 2022     | ISBN 978-3-551-79959-3 |
| 33   | 4. Feb. 2022     | ISBN 978-4-08-882846-6 | 29. Nov. 2022    | ISBN 978-3-551-79960-9 |
| 34   | 2. Mai 2022      | ISBN 978-4-08-883066-7 | 31. Jan. 2023    | ISBN 978-3-551-79961-6 |
| 35   | 4. Juli 2022     | ISBN 978-4-08-883161-9 | 2. Mai 2023      | ISBN 978-3-551-79984-5 |
| 36   | 4. Okt. 2022     | ISBN 978-4-08-883261-6 | 1. Aug. 2023     | ISBN 978-3-551-79985-2 |
| 37   | 3. Feb. 2023     | ISBN 978-4-08-883428-3 | 28. Nov. 2023    | ISBN 978-3-551-79986-9 |
| 38   | 2. Juni 2023     | ISBN 978-4-08-883553-2 | 26. März 2024    | ISBN 978-3-551-79996-8 |
| 39   | 2. Nov. 2023     | ISBN 978-4-08-883662-1 | 1. Okt. 2024     | ISBN 978-3-551-80278-1 |
| 40   | 4. Apr. 2024     | ISBN 978-4-08-884007-9 | 1. Apr. 2025     | ISBN 978-3-646-73296-2 |
| 41   | 2. Aug. 2024     | ISBN 978-4-08-884169-4 | 29. Juli 2025    | ISBN 978-3-646-73297-9 |
| 42   | 4. Dez. 2024     | ISBN 978-4-08-884349-0 |                  |                        |

### My Hero Academia Smash
Der Ableger My Hero Academia: Smash!! (僕のヒーローアカデミアすまっしゅ!! Boku no Hīrō Academia Sumasshu!!) erschien von November 2015 bis November 2017 in Shōnen Jump+. Inhalt und Zeichnungen stammen von Hirofumi Neda. Die Reihe wurde auch in insgesamt fünf Bänden veröffentlicht. Von Juli 2019 bis Juli 2020 erschienen die Bände vollständig bei Carlsen Manga auf Deutsch.
| Band | Japanisch        | Japanisch              | Deutsch          | Deutsch                |
| Band | Veröffentlichung | ISBN                   | Veröffentlichung | ISBN                   |
| ---- | ---------------- | ---------------------- | ---------------- | ---------------------- |
| 1    | 4. Apr. 2016     | ISBN 978-4-08-880667-9 | 2. Juli 2019     | ISBN 978-3-551-75596-4 |
| 2    | 4. Nov. 2016     | ISBN 978-4-08-880864-2 | 28. Sep. 2019    | ISBN 978-3-551-75597-1 |
| 3    | 2. Juni 2017     | ISBN 978-4-08-881116-1 | 24. Dez. 2019    | ISBN 978-3-551-75598-8 |
| 4    | 4. Sep. 2017     | ISBN 978-4-08-881157-4 | 31. März 2020    | ISBN 978-3-551-75599-5 |
| 5    | 2. Nov. 2017     | ISBN 978-4-08-881173-4 | 28. Juli 2020    | ISBN 978-3-551-75600-8 |

### Vigilante – My Hero Academia Illegals
Vigilante – My Hero Academia Illegals (ヴィジランテ -僕のヒーローアカデミア ILLEGALS- Vijirante: Boku no Hīrō Akademia Irīgarusu) erschien von August 2016 bis Mai 2022 in Japan. Der Inhalt stammt von Hideyuki Furuhashi, die Zeichnungen von Betten Court. Die Reihe wurde auch in insgesamt 15 Sammelbänden veröffentlicht. Diese erschienen zwischen Juni 2018 und September 2023 auf Deutsch bei Carlsen Manga.

### My Hero Academia Team Up Mission
Der Ableger My Hero Academia Team Up Mission (僕のヒーローアカデミア チームアップミッション Boku no Hīrō Akademia Chīmu Appu Misshon) erschien von März 2019 bis Januar 2025 in Japan im Saikyō Jump, wobei das erste Prolog-Kapitel im Jump GIGA veröffentlicht wurde. Inhalt und Zeichnungen stammen von Yōkō Akiyama. Die Reihe wurde in acht Sammelbänden veröffentlicht. Seit März 2021 erscheint der Ableger bei Carlsen Manga auf Deutsch in bisher sechs Bänden (Stand Juli 2025).
| Band | Japanisch        | Japanisch              | Deutsch          | Deutsch                |
| Band | Veröffentlichung | ISBN                   | Veröffentlichung | ISBN                   |
| ---- | ---------------- | ---------------------- | ---------------- | ---------------------- |
| 1    | 4. März 2020     | ISBN 978-4-08-882249-5 | 23. März 2021    | ISBN 978-3551795915    |
| 2    | 2. Apr. 2021     | ISBN 978-4-08-882591-5 | 1. März 2022     | ISBN 978-3-551-79592-2 |
| 3    | 4. Feb. 2022     | ISBN 978-4-08-882875-6 | 29. Nov. 2022    | ISBN 978-3-551-79593-9 |
| 4    | 4. Okt. 2022     | ISBN 978-4-08-883262-3 | 26. Sep. 2023    | ISBN 978-3-551-79594-6 |
| 5    | 2. Juni 2023     | ISBN 978-4-08-883626-3 | 2. Juli 2024     | ISBN 978-3-551-77710-2 |
| 6    | 4. Apr. 2024     | ISBN 978-4-08-883828-1 | 1. Juli 2025     | ISBN 978-3-551-80243-9 |
| 7    | 4. Dez. 2024     | ISBN 978-4-08-884299-8 |                  |                        |
| 8    | 2. Mai 2025      | ISBN 978-4-08-884458-9 |                  |                        |

## Anime-Adaption

### Anime-Fernsehserie
Unter der Regie von Kenji Nagasaki entstand bei Studio Bones 2016 eine Anime-Adaption der Serie für das Fernsehen. Hauptautor war Yōsuke Kuroda. Das Charakterdesign stammte von Yoshihiko Umakoshi und die künstlerische Leitung lag bei Shigemi Ikeda und Yukiko Maruyama von Atelier Musa. Die Erstausstrahlung der 13 Episoden langen ersten Staffel erfolgte vom 3. April bis 26. Juni 2016 bei MBS in Japan. Animax Asia zeigte eine englische Synchronfassung und Funimation Entertainment machte die Serie per Streaming mit englischen Untertiteln zugänglich. Auf gleichem Weg erschien eine französische Untertitelfassung bei Anime Digital Network, eine italienische bei VVVVID und eine deutsche bei AkibaPass und Anime on Demand. Der Publisher Kazé Anime veröffentlichte die Serie 2018 in drei Volumes. Die erste Episode wurde bereits am 14. März 2018 auf Anime on Demand mit deutscher Synchronisation erstveröffentlicht. Die Staffel erhielt 2019 zum Erscheinen der zweiten Staffel von Kazé einen Sammelschuber, der im eigenen Online-Shop und auf Conventions angeboten wurde.
Die zweite Staffel wurde vom 1. April bis 30. September 2017 auf ytv erstausgestrahlt und umfasst insgesamt 25 Episoden. Eine Woche zuvor, am 25. März 2017, wurde eine Rückblickepisode ausgestrahlt, die die Handlung der ersten Staffel nacherzählte. Auf Deutsch wird die zweite Staffel wie schon die erste bei Anime on Demand mit Untertiteln zur Verfügung gestellt. Kazé veröffentlichte die Staffel 2019 deutsch synchronisiert in fünf Volumes und einem Sammelschuber.
Die dritte Staffel wurde vom 7. April bis 29. September 2018 erstausgestrahlt und umfasst erneut 25 Episoden. Eine deutsch untertitelte Fassung erschien kurz nach der japanischen Ausstrahlung auf Anime on Demand.
Vor Ende der dritten Staffel wurde aus dem Weekly Shonen Jump bekannt, dass eine vierte Staffel produziert wird. Die Bekanntgabe folgte auch im Anschluss der letzten Episode der Staffel, jedoch ohne Startdatum. Die Ausstrahlung begann am 12. Oktober 2019 in Japan und Anime on Demand stellt die Episoden am selben Tag noch mit deutschen Untertiteln bereit. Die Staffel endete am 4. April 2020 mit einem Hinweis auf eine weitere Staffel.
Eine fünfte Staffel lief vom 27. März bis 25. September 2021 im japanischen Fernsehen. Mit Ausstrahlung der letzten Folge wurde eine sechste Staffel angekündigt, die vom 1. Oktober 2022 bis 25. März 2023 gezeigt wurde. Zum Ende der Staffel wurde eine siebte Staffel angekündigt, die vom 4. Mai bis 12. Oktober 2024 ausgestrahlt wurde.
Eine achte und letzte Staffel der Anime-Adaption wurde am Ende der siebten Staffel angekündigt und soll im Oktober 2025 starten.
Vom 26. Juni 2020 bis zum 14. August 2020 kam es zur deutschen Erstausstrahlung der Serie auf ProSieben Maxx. Hierbei wurden die ersten beiden Staffeln ausgestrahlt. Ab März 2021 wurde die dritte Staffel auf ProSieben Maxx ausgestrahlt; ab März 2022 die vierte sowie ab November 2023 die fünfte Staffel.
2025 erhielt der Ableger Vigilante – My Hero Academia Illegals eine Anime-Adaption, produziert bei Studio Bones. Am Ende der ersten Staffel wurde eine zweite Staffel für 2026 angekündigt.

#### Episodenliste
| Staffel | Episoden- anzahl | Erstveröffentlichung Japan | Erstveröffentlichung Japan | Deutschsprachige Erstveröffentlichung | Deutschsprachige Erstveröffentlichung |
| Staffel | Episoden- anzahl | Premiere                   | Finale                     | Premiere                              | Finale                                |
| ------- | ---------------- | -------------------------- | -------------------------- | ------------------------------------- | ------------------------------------- |
| 1       | 13               | 3. April 2016              | 26. Juni 2016              | 14. März 2018                         | 17. August 2018                       |
| 2       | 25               | 1. April 2017              | 30. September 2017         | 16. Mai 2019                          | 4. Oktober 2019                       |
| 3       | 25               | 7. April 2018              | 29. September 2018         | 2. Juli 2020                          |                                       |
| 4       | 25               | 12. Oktober 2019           | 4. April 2020              |                                       |                                       |
| 5       | 25               | 27. März 2021              | 25. September 2021         |                                       |                                       |
| 6       | 25               | 1. Oktober 2022            | 25. März 2023              |                                       |                                       |
| 7       | 21               | 4. Mai 2024                | 12. Oktober 2024           |                                       |                                       |
| OVA     | 8                | 27. November 2016          | 13. Oktober 2023           |                                       |                                       |
| Filme   | 4                | 3. August 2018             | 2. August 2024             | 1. November 2019                      | 29. Oktober 2024                      |

#### Musik
Die Musik der Serie wurde komponiert von Yūki Hayashi. Für den Vorspann der ersten Staffel verwendete man das Lied The Day von Porno Graffitti und der Abspann wurde unterlegt mit Heroes von der Gruppe Brian the Sun. Für die erste Hälfte der zweiten Staffel nahm man Peace Sign (ピースサイン) von Kenshi Yonezu als Vorspannlied und im Abspann Dakara, Hitori ja nai (だから, ひとりじゃない) von Little Glee Monster. In der zweiten Hälfte sind Sora ni Utaeba (空に歌えば) von amazarashi und Datte Atashi no Hīrō (だってアタシのヒーロー) von LiSA als Vor- und Abspannlied zu hören. In der ersten Hälfte der dritten Staffel wurden Odd Future von UVERworld und Update von der Sängerin Miwa für den Vor- und Abspann verwendet und in der zweiten Hälfte Make my Story von Lenny Code Fiction und Long Hope Philia von Masaki Suda.

### Anime-Filme
Am 3. August 2018 startete der Anime-Kinofilm My Hero Academia: Two Heroes in den japanischen Kinos, der bereits am 5. Juli 2018 auf der Anime Expo 2018 in Los Angeles, Kalifornien seine Weltpremiere hatte. Ein zweiter Kinofilm mit dem Titel My Hero Academia: Heroes Rising erschien am 20. Dezember 2019 in die japanischen Kinos. 2021 folgte der dritte Film My Hero Academia: World Heroes’ Mission sowie 2024 My Hero Academia: You’re Next.

### Synchronisation
| Rolle                     | japanische Stimme (Seiyū) | deutsche Stimme                                              |
| ------------------------- | ------------------------- | ------------------------------------------------------------ |
| Izuku Midoriya            | Daiki Yamashita           | Sebastian Fitzner                                            |
| All Might/Toshinori Yagi  | Kenta Miyake              | Matti Klemm                                                  |
| Hanta Sero                | Kiyotaka Furushima        | Patrick Mölleken                                             |
| Katsuki Bakugō            | Nobuhiko Okamoto          | Daniel Käser                                                 |
| Ochako Uraraka            | Ayane Sakura              | Meri Dogan                                                   |
| Tenya Iida                | Kaito Ishikawa            | Arne Stephan                                                 |
| Shōto Todoroki            | Yūki Kaji                 | Amadeus Strobl                                               |
| Tsuyu Asui                | Aoi Yūki                  | Charlotte Uhlig                                              |
| Minoru Mineta             | Ryō Hirohashi             | Esther Brandt                                                |
| Momo Yaoyorozu            | Marina Inoue              | Milena Karas                                                 |
| Mina Ashido               | Eri Kitamura              | Rieke Werner                                                 |
| Kyōka Jirō                | Kei Shindō                | Birte Baumgardt                                              |
| Toru Hagakure             | Kaori Nazuka              | Signe Zurmühlen                                              |
| Fumikage Tokoyami         | Yoshimasa Hosoya          | Michael Borgard                                              |
| Eijirō Kirishima          | Toshiki Masuda            | Dennis Saemann                                               |
| Denki Kaminari            | Tasuku Hatanaka           | Benjamin Stolz                                               |
| Shota Aizawa              | Jun'ichi Suwabe           | Michael-Che Koch                                             |
| All For One/Zen Shigaraki | Akio Ōtsuka               | Thorsten-Kai Botenbender (Folge 13) Peter Sura (ab Folge 22) |
| Rektor Nezu               | Yasuhiro Takato           | Sascha von Zambelly                                          |
| Tomura Shigaraki          | Kōki Uchiyama             | Louis Friedemann Thiele                                      |
| Jin Bubaigawara           | Daichi Endou              | Vincent Fallow                                               |
| Toya Todoroki             | Hiro Shimono              | Ricardo Richter                                              |
| Himiko Toga               | Misato Fukuen             | Vivien Faber                                                 |
| Manami Aiba               | Yue Horie                 | Eleni Möller-Architektonidou                                 |
| Muscular                  | Kosuke Takaguchi          | Stephan Schleberger                                          |
| Kai Chisaki               | Kenjiro Tsuda             | Tim Knauer                                                   |
| Chizome Akaguro           | Go Inoue                  | Sven Brieger                                                 |
| Danjuro Tobita            | Kōichi Yamadera           | Andreas Meese                                                |

## Videospiel
Ein auf dem Anime basierendes Spiel für den Nintendo 3DS mit dem Titel My Hero Academia: Battle for All wurde von Bandai Namco Studios entwickelt und bei Bandai Namco Entertainment am 19. Mai 2016 veröffentlicht.
Ein weiteres Spiel mit dem Titel My Hero One's Justice wurde am 23. August 2018 in Japan veröffentlicht. Am 26. Oktober 2018 erschien der Titel in Europa sowie Nordamerika für die Playstation 4, Xbox One, Nintendo Switch und den PC. Am 13. März 2020 folgte der Nachfolger My Hero One's Justice 2.

## Realfilm
Legendary Pictures sicherten sich die Produktionsrechte für einen Realfilm. Die Produktionsfirma ist zudem verantwortlich für eine Realfilmumsetzung von Pokémon und Gundam. Bei der Umsetzung von My Hero Academia plant Legendary Pictures mit dem Shūeisha-Verlag zusammenarbeiten zu wollen. Die Projektleitung übernehmen seitens Legendary Pictures Alex Garcia und Lay Ashenfelter, seitens Shūeisha Ryosuke Yoritomi.